# Azilal

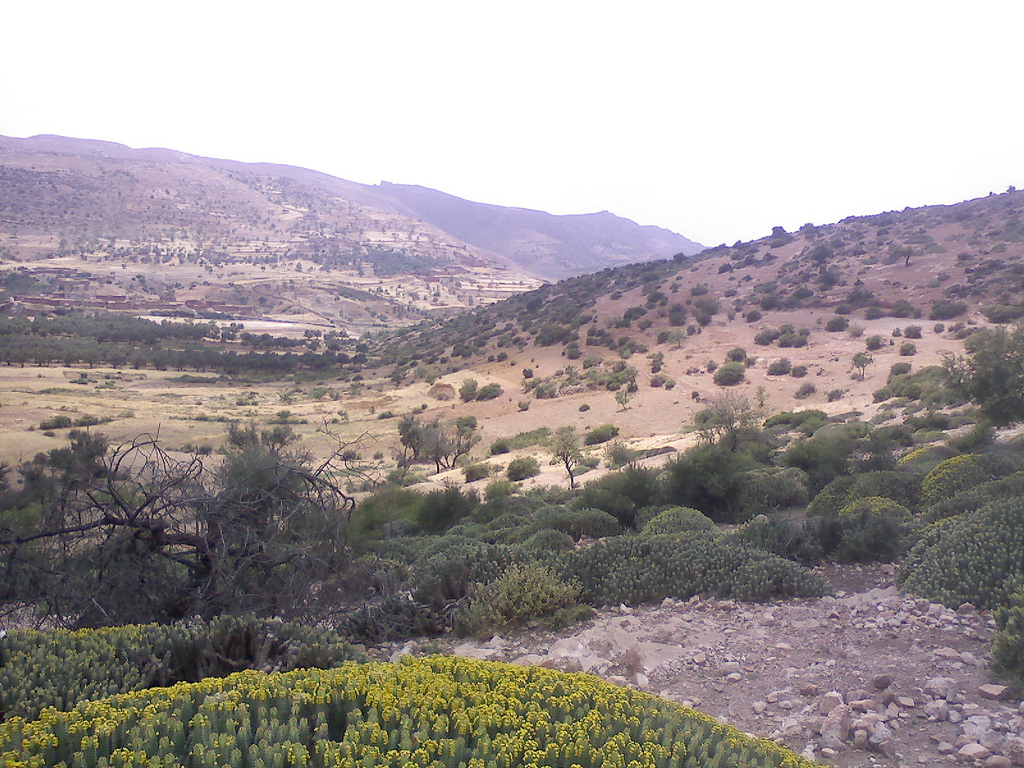
kakteenbestandene Hügellandschaft bei Azilal

Azilal (arabisch أزيلال, DMG Azīlāl; Zentralatlas-Tamazight ⴰⵥⵉⵍⴰⵍ) ist eine ca. 50.000 Einwohner zählende marokkanische Stadt auf der Nordseite des Hohen Atlas in der Region Béni Mellal-Khénifra. Sie ist Hauptstadt der Provinz Azilal.

## Lage und Klima
Azilal liegt etwa 163 km (Fahrtstrecke) östlich von Marrakesch in einer durchschnittlichen Höhe von etwa 1370 m; die Stadt Beni-Mellal liegt etwa 82 km nordöstlich. Das Klima ist gemäßigt; Regen (ca. 450–500 mm/Jahr) fällt überwiegend im Winterhalbjahr.

## Bevölkerung
| Jahr      | 1994   | 2004   | 2014   | 2024   |
| Einwohner | 18.080 | 27.719 | 38.520 | 48.138 |

Die überwiegende Zahl der Einwohner sind Berber; gesprochen werden Zentralatlas-Tamazight und Marokkanisches Arabisch. Die Bevölkerungsanstieg in den letzten Jahrzehnten ist in erster Linie auf die Zuwanderung aus den Bergregionen des Hohen Atlas zurückzuführen.

## Wirtschaft
Azilal ist Handels- und Marktzentrum einer Vielzahl von kleineren Ortschaften in der Umgebung; gleichzeitig bildet der Ort eine Art Transport-Drehscheibe für diverse Buslinien sowie für Grand Taxis. Abgesehen von der Lebensmittelproduktion stellen viele Berberfamilien des Umlands auch Teppiche her, die in Azilal vermarktet werden. 

## Sehenswürdigkeiten
Die schnellwachsende Stadt bietet keinerlei historische Sehenswürdigkeiten.
Umgebung
Die ca. 40 km nordwestlich in einer Höhe von 1068 m gelegenen Ouzoud-Wasserfälle (Cascades d'Ouzoud) sind die größten Wasserfälle Marokkos und werden von Einheimischen gerne besucht. Das etwa 30 km südlich beginnende Aït Bougoumez-Tal mit den Dörfern Timit, Tabant, Ibakliwin u. a. ist mit Kleinbussen von Azilal aus gut zu erreichen und bietet vielfältige Einblicke in das Leben der Berber im Hohen Atlas.

## Sendeanlage
Südlich von Azilal befindet sich eine Sendeanlage für Langwellenrundfunk mit einem 304,8 m hohen Sendemast.

## Persönlichkeiten
- Mririda n’Aït Attik (* um 1900), Berber-Volksdichterin
- Mohamed Tindouft (* 1993), Hindernisläufer